# Torneo de Valencia 2003
El Torneo de Valencia 2003 fue la novena edición del Torneo de Valencia. Se celebró desde el 28 de abril hasta el 4 de mayo, de 2003.

## Campeones

### Individual
Juan Carlos Ferrero vence a  Christophe Rochus 6-2, 6-4
- Este título fue el segundo de la temporada de Ferrero y el noveno de su carrera.

### Dobles
Lucas Arnold /  Mariano Hood vencen a  Brian MacPhie /  Nenad Zimonjić 6-1, 6-7(7-9), 6-4
- Este fue el primer título que ganaron Arnold y Hood de la temporada y fue el décimo y quinto de sus carreras respectivamente.